# Prêmio Cameron de Terapêutica da Universidade de Edimburgo
O Prêmio Cameron de Terapêutica da Universidade de Edimburgo (em inglês:  Cameron Prize for Therapeutics of the University of Edinburgh) é concedido pelo College of Medicine and Veterinary Medicine da Universidade de Edimburgo a uma personalidade que realizou uma contribuição de alta importância e valor à prática terapêutica nos últimos cinco anos. O prêmio foi estabelecido em 1878 pelo Dr. Andrew Robertson Cameron of Richmond, New South Wales, com uma soma de £ 2.000. O senatus academicus da universidade pode requerer do ganhador do prêmio apresentar uma ou mais palestras ou publicar um texto sobre a adição feita à prática terapêutica.

## Recipientes
| Data | Recipiente                    | Instituição | Campo de interesse |
| ---- | ----------------------------- | --- | --- |
| 1879 | Paul Bert                     | Faculdade de Ciências, Sorbonne, Paris                                                                              | Doença de descompressão, toxicidade de altas concentrações de oxigênio |
| 1880 | William Roberts               | Owens College, Manchester                                                                                           | Descobriu os efeitos antibacterianos dos fungos penicillium, cunhou a palavra "enzima" |
| 1889 | Louis Pasteur                 | Instituto Pasteur                                                                                                   | Princípios de vacinação, primeiras vacinas para raiva e antraz, fermentação microbiana, pasteurização, primeira resolução de isômeros ópticos |
| 1890 | Joseph Lister                 | King's College Hospital, London                                                                                     | Pioneiro da cirurgia anti-séptica |
| 1891 | David Ferrier                 | King's College Hospital, London                                                                                     | Localização cortical |
| 1893 | Victor Horsley                | National Hospital for Neurology and Neurosurgery                                                                    | Desenvolveu o aparelho de Horsley-Clarke, neurocirurgia estereotáxica, epilepsia |
| 1894 | Emil Adolf von Behring        | Marburg University, Marburg, Germany                                                                                | Soro para difteria |
| 1896 | William Macewen               | University of Glasgow                                                                                               | Procedimentos assépticos na sala de operações, pioneiro em cirurgia cerebral e para o desenvolvimento de várias técnicas e procedimentos operacionais bem-sucedidas em cirurgia óssea |
| 1897 | Thomas R Fraser               | Department of Materia Medica Edinburgh                                                                              | Introduziu estrofanto e fisostigmina |
| 1898 | Sydney Copeman                | Ministry of Health. UK                                                                                              | Autoridade em vacinação |
| 1899 | David Bruce                   | Army Medical School at Netley, UK                                                                                   | Brucelose e tripanossomas investigados, identificando a causa da doença do sono |
| 1900 | Waldemar Haffkine             | Instituto Pasteur em Paris                                                                                          | Vacinas contra cólera e peste bubônica |
| 1901 | Patrick Manson                | The London School of Hygiene & Tropical Medicine                                                                    | Descobertas em parasitologia e fundador do campo da medicina tropical |
| 1902 | Ronald Ross                   | University College, Liverpool, United Kingdom                                                                       | Malária, pela qual mostrou como ela entra no organismo. Ganhou o Prêmio Nobel em 1902 |
| 1904 | Niels Ryberg Finsen           | Copenhagen University Hospital                                                                                      | Tratamento do lúpus vulgar com radiação luminosa concentrada. Ganhou o Prêmio Nobel em 1903 |
| 1910 | August Karl Gustav Bier       | Charité - Universitätsmedizin, Berlin                                                                               | Anestesia espinhal com cocaína e anestesia regional intravenosa |
| 1911 | Simon Flexner                 | Rockefeller Institute for Medical Research                                                                          | Estudos sobre poliomielite e desenvolvimento de tratamento sérico para meningite |
| 1914 | Paul Ehrlich                  | Frankfurt University, Germany                                                                                       | Hematologia, imunologia e quimioterapia antimicrobiana, descobriu a arsfenamina (Salvarsan), o primeiro tratamento medicinal eficaz para a sífilis, o conceito de uma bala de prata. Prêmio Nobel de 1908 |
| 1915 | Lauder Brunton                | St. Bartholomew's Hospital, London                                                                                  | Uso de nitrito de amila no tratamento da angina de peito |
| 1920 | Robert Jones                  | Military orthopaedic hospital at Liverpool                                                                          | Radiografia em ortopedia, descreveu a fratura de Jones |
| 1921 | Jules Bordet                  | Université Libre de Bruxelles                                                                                       | Development of serological tests for syphilis, isolated Bordetella pertussis in pure culture in 1906 and posited it as the cause of whooping cough. Nobel Prize 1921 |
| 1922 | F G Hopkins                   | University of Cambridge                                                                                             | Discovery of growth-stimulating vitamins, the amino acid tryptophan and the discovery and characterization of glutathione. Nobel Prize 1929 |
| 1923 | John James Rickard Macleod    | Universidade de Toronto                                                                                             | Isolation of insulin, Nobel Prize 1923 |
| 1924 | Harvey Cushing                | Harvard Medical School                                                                                              | Cushing's disease |
| 1925 | Rudolf Magnus                 | University Medical Center Utrecht                                                                                   | Diuretic effect of the excretions of the pituitary gland, the reflexes involved in mammal posture, studied the effects of narcotics and poison gasses on the lungs |
| 1926 | Henry Hallett Dale            | National Institute for Medical Research                                                                             | Study of acetylcholine as agent in the chemical transmission of nerve impulses. Nobel Prize 1936 |
| 1927 | Frederick Banting             | University of Toronto                                                                                               | Treated dogs so that they no longer produced trypsin, insulin could then be extracted and used to treat diabetes. Nobel Prize 1923 |
| 1928 | Constantin Levaditi           | Romanian University of Medicine and Pharmacy                                                                        | Discovered in the presence of the polio virus in tissues other than nervous and this was the basis for the development of vaccine (by Jonas Salk and Albert Sabin) |
| 1929 | Leonard Rogers                | Hospital for Tropical Diseases                                                                                      | Effects of hæmostatic and other drugs on the intravascular coagulability of the blood and treatment of cholera with hypertonic saline, worked on Entamoeba histolytica, which he correctly associated with both dysentery and hepatic abscess |
| 1930 | George R Minot                | Harvard University                                                                                                  | Discovered an effective treatment for pernicious anemia. Nobel Prize 1934 |
| 1930 | William P. Murphy             | Brigham Hospital, Boston                                                                                            | Shared the Nobel Prize in Physiology or Medicine in 1934 with George Richards Minot and George Hoyt Whipple combined work in devising and treating macrocytic anemia (specifically, pernicious anemia). liver had been tried on people with pernicious anemia and later were able to isolate vitamin B12 |
| 1931 | Marie Curie                   | École Normale Supérieure                                                                                            | First woman to win a Nobel Prize with her husband, coined the word "radioactivity," and isolated radium chloride and pure radium. Nobel Prizes 1903 and 1911 |
| 1932 | Edward Mellanby               | Professor of Pharmacology at the University of Sheffield, Fullerian Professor of Physiology University of Cambridge | Cause of rickets is lack of vitamin, secretary of the Medical Research Council from 1933 to 1949 |
| 1933 | Gladys Dick                   | University of Chicago, Evanston Hospital, John R. McCormick Institute for Infectious Diseases, St. Luke's Hospital  | Isolated hemolytic streptococcus, co-developed a vaccine for scarlet fever, and introduced the Dick Test |
| 1933 | George Frederick Dick         | University of Chicago, Evanston Hospital, John R. McCormick Institute for Infectious Diseases, St. Luke's Hospital  | Isolated hemolytic streptococcus, co-developed a vaccine for scarlet fever, and introduced the Dick Test |
| 1935 | Edward Albert Sharpey Schafer | Escola de Medicina da Universidade de Edimburgo                                                                     | Founder of endocrinology, coined the word "insulin" after theorising that a single substance from the pancreas was responsible for diabetes mellitus. Schafer's method of artificial respiration, introduced the use of suprarenal extract (containing adrenaline as well as other active substances) |
| 1936 | Julius Wagner-Jauregg         | Clinic for Psychiatry and Nervous Diseases in Vienna                                                                | Introduced malaria inoculation in the treatment of dementia paralytica (neurosyphilis) and research on goiter, cretinism, and iodine. Nobel Prize 1927 |
| 1937 | Carl Hamilton Browning        | University of Glasgow                                                                                               | Worked in Germany with Paul Ehrlich, discovered the therapeutic qualities of acridine dyes |
| 1938 | James Collip                  | McGill University in Montreal                                                                                       | Working with the Toronto group that isolated insulin he prepared a pancreatic extract pure enough to be used in clinical trials, pioneering work with parathyroid hormone. Nobel Prize 1923 |
| 1938 | Karl Landsteiner              | Universidade de Viena Rockefeller Institute for Medical Research                                                    | Discovered three human blood groups (O, A, and B), the Rhesus factor, and isolated the polio virus. Nobel Prize 1930 |
| 1939 | Gerhard Johannes Paul Domagk  | Bayer laboratories at Wuppertal                                                                                     | Discoverer of sulfonamidochrysoidine (Prontosil) effective against streptococci, eventually led to the development of the antituberculosis drugs thiosemicarbazone and isoniazid. Nobel Prize 1939, lectured in 1954 (forced until then to decline Nobel Prize) |
| 1940 | Charles Dodds                 | Courtauld Institute of Biochemistry                                                                                 | Pentose phosphate pathway which generates NADPH, the discovery of stilboestrol, a synthetic and powerfully active non-steroid analogue of the naturally occurring oestrogenic hormone |
| 1944 | Otto Loewi                    | New York University College of Medicine                                                                             | Showed Acetylcholine to be released by electrical stimulation of the vagus nerve and augmentation of adrenaline release by cocaine, a connection between digitalis and the action of calcium. Invented the mydriatic test in which an experimental form of diabetes in dogs led a change in the response of the eye to adrenaline. Nobel Prize 1936 |
| 1945 | Alexander Fleming             | St Mary's Hospital, London                                                                                          | Discovered the enzyme lysozyme in 1923 and the antibiotic substance benzylpenicillin (penicillin G) from the mould Penicillium notatum in 1928. Nobel Prize 1945 with Florey |
| 1945 | Howard Florey                 | University of Oxford                                                                                                | Carried out the first clinical trials of penicillin in 1941. Nobel Prize 1945 shared with Fleming |
| 1946 | Albert Szent-Györgyi          | National Institutes of Health, Bethesda, Maryland                                                                   | Discovering vitamin C and the components and reactions of the citric acid cycle, identifying fumaric acid and other steps in what became known as the Krebs cycle. Nobel Prize 1937 |
| 1947 | Neil Hamilton Fairley         | London School of Hygiene and Tropical Medicine                                                                      | Saved thousands of Allied lives from malaria and other diseases during WW II, researched quinine, sulphonamides, atebrin, plasmoquine, and paludrine |
| 1948 | Edwin Bennett Astwood         | New England Medical Center, Boston                                                                                  | Hormonal control of the mammary gland, the initial rise in uterine weight in response to estrogen could be suppressed by progesterone and the basic mechanisms of thyroid physiology and assessment of relative potency of antithyroid drugs in man, established rational therapeutic regimens for most thyroid diseases, identification of a third pituitary gonadotropin, which he named luteotrophin                                                                                         |
| 1949 | Daniel Bovet                  | University of Rome La Sapienza.                                                                                     | Antihistamines discovered succinylcholine to be a depolarizing muscle relaxant. He also synthesized gallamine, the first completely artificial curariform drug to be clinically useful, work on synthetic analogs of bioactive amines and antihistamines. Nobel Prize 1957 |
| 1950 | Rudolph Peters                | Institute of Animal Physiology, Babraham                                                                            | British Anti-Lewisite (BAL) and treatment of post-arsphenamine jaundice researched pyruvate metabolism, focussing particularly on the toxicity of fluoroacetate |
| 1951 | Tadeus Reichstein             | Pharmaceutical Institute of the University of Basel                                                                 | Synthesized vitamin C (ascorbic acid) by what is now called the Reichstein process, isolated aldosterone, a hormone of the adrenal cortex. Nobel Prize 1950 Jointly with Kendall |
| 1951 | Edward Calvin Kendall         | Universidade de Princeton                                                                                           | Isolation of thyroxine, the active principle of the thyroid gland, the crystallization of glutathione, the hormones of the cortex of the adrenal glands and the anti-inflammatory effect of cortisone. Nobel Prize 1950 (shared) |
| 1954 | Russell Brock                 | Guy's Hospital and the Royal Brompton Hospital                                                                      | Cardiac surgeon, operated 0n Fallot’s Tetralogy patients with pulmonary stenosis and mitral stenosis resulting from rheumatic fever, introduced new developments, notably hypothermia and the heart-lung machine |
| 1956 | William D.M. Paton            | University of Oxford                                                                                                | Interest in hyperbaric physiology, cholinergic transmission in particular decamethonium and hexamethonium, histamine release by licheniform and other basic substances, mechanism of action of gaseous anaesthetic agents, pharmacology of cannabis, the rate theory of drug action |
| 1956 | Eleanor Zaimis                | The Royal Free Hospital, London                                                                                     | muscle relaxants and ganglionic blockers, the structure-activity relationships of methonium compounds |
| 1958 | Charles Huggins               | University of Chicago                                                                                               | Discovered in 1941 that hormones could be used to control the spread of some cancers, specializing in prostate cancer, castration or estrogen administration led to glandular atrophy, androgen ablation of metastases, development of biomarker based on serum phosphatase. Nobel Prize 1966 |
| 1960 | John F Enders                 | Children's Hospital Boston                                                                                          | In vitro culture of poliovirus, isolated measles virus and began development of measles vaccine and conducted trials on 1,500 mentally retarded children in New York City and 4,000 children in Nigeria. Nobel Prize 1954 |
| 1962 | Alan S Parkes                 | University College, London                                                                                          | Reproductive biology, research in low-temperature biology leading to the discovery that glycerol protected spermatozoa against damage during freezing and storage at very low temperatures |
| 1964 | Willem J Kolff                | University of Utah                                                                                                  | Pioneer of hemodialysis for kidney failure and the development of artificial organs, in particular the artificial heart |
| 1966 | Gregory Pincus                | Worcester Foundation for Experimental Biology in Shrewsbury, Massachusetts                                          | Confirmed earlier research that progesterone would act as an inhibitor to ovulation, co-inventor the combined oral contraceptive pill, in vitro fertilization in rabbits |
| 1968 | Robert Gwyn Macfarlane        | Oxford University                                                                                                   | Deciphered the enzymic cascade of blood coagulation and the treatment of haemophilia, studied the venom of many different snakes and isolated the poison of the Russell's Viper |
| 1970 | Georges Mathé                 | Hôpital Paul-Brousse                                                                                                | Performed the first bone marrow graft and first successful kidney grafts between unrelated donors, the development of several important immunosuppressant molecules such as acriflavine, bestatine, ellipticine, oxaliplatin, triptoreline and vinorelbine |
| 1972 | George Hitchings              | Wellcome Research Laboratories, Tuckahoe, New York                                                                  | Work included 2,6-diaminopurine (a compound to treat leukemia) and p-chlorophenoxy-2,4-diaminopyrimidine (a folic acid antagonist), new drug therapies for malaria (pyrimethamine), leukemia (6-mercaptopurine and thioguanine), gout (allopurinol), organ transplantation (azathioprine) and bacterial infections (co-trimoxazole (trimethoprim) pointed the way that led to major antiviral drugs for herpes infections (acyclovir) and AIDS (zidovudine). Nobel Prize 1988 shared with Black |
| 1974 | John Charnley                 | Wrightington Hospital, Lancashire                                                                                   | British orthopaedic surgeon pioneered hip replacement, development of the low friction arthroplasty concept, use of bone cement that acted as a grout rather than glue |
| 1976 | Norman E Shumway              | Stanford University                                                                                                 | Human heart transplant operation, pioneered the use of cyclosporine to prevent rejection |
| 1978 | Sune K Bergstrom              | Karolinska Institutet, Stockholm                                                                                    | Succeeded in producing pure prostaglandins and determining the chemical structures of two important examples, PGE and PGF, showed that these are formed through the conversion of unsaturated fatty acids, used to trigger contractions during childbirth, induce abortions, or reduce the risk of gastric ulcer. Nobel Prize 1982 Shared with John Vane |
| 1980 | James Black                   | King's College Hospital Medical School, London                                                                      | Developed propranolol, a beta-blocker that has a calming effect on the heart by blocking the receptor for adrenaline, developed cimetidine that suppresses the formation of gastric acid and is used to fight ulcers. Nobel Prize 1988 shared with Hitchings |
| 1988 | Hans Walter Kosterlitz        | Faculdade de Ciências da Vida e Medicina da Universidade de Aberdeen                                                | Endorphins, used electrically stimulated strip of guinea pig intestine to assess opiate activity in pig brain homogenates |
| 1990 | Roy Yorke Calne               | Universidade de Cambridge                                                                                           | organ transplantation pioneer, improvement of immunosuppression techniques |
| 1993 | Virgil Craig Jordan           | Georgetown University Medical Center                                                                                | Discovered the breast cancer prevention properties of tamoxifen, the prevention of multiple diseases in women using his new discovery, selective estrogen receptor modulators (SERMs) raloxifene trial |
| 1996 | Pat P A Humphrey              | Glaxo | Pharmacological profile of selective 5-HT 4 receptor agonists, TD-5108, tegaserod, adenosine A1 receptor agonists.migraine, 5-HT3 receptor antagonists in the treatment of irritable bowel syndrome, triptans as the most important breakthrough in headache medicine – sumatriptan, naratriptan, alosetron, ondansetron, vapiprost and salmeterol |
| 2004 | Ravinder Nath Maini           | Imperial College School of Medicine                                                                                 | Identified TNF alpha as a key cytokine in rheumatoid arthritis and discoverer of anti-TNF therapy as an effective treatment |
| 2004 | Marc Feldmann                 | Kennedy Institute of Rheumatology, University of Oxford                                                             | Discoverer of anti-TNF therapy as an effective treatment for rheumatoid arthritis and other autoimmune diseases, infliximab and etanercept, treatments for Crohn's disease, ulcerative colitis, ankylosing spondylitis, psoriasis and psoriatic arthritis |
| 2007 | Garret Adare FitzGerald       | Universidade da Pensilvânia                                                                                         | Prostanoid research, pharmacological inhibition of COXs versus the microsomal PGE synthase– 1, involved in the interdisciplinary PENTACON consortium, integration of basic and clinical research in yeast, mammalian cells, fish, mice and humans with the objective of predicting NSAID efficacy and cardiovascular hazard in patients |
| 2017 | Sally Davies                  | Chief Medical Officer for England                                                                                   | Disorders of the blood and bone, sickle cell disease |